# حي قصيعر (حضرموت)
حي قصيعر هو أحد أحياء مدينة قصيعر في محافظة حضرموت اليمنية. يبلغ تعداد سكانه 6647 نسمة حسب التعداد السكاني في اليمن لعام 2004.